# Tioanisol
El tioanisol es un tioéter aromático con fórmula molecular C7H8S.